# Miróbriga
Miróbriga ou Miróbriga dos Célticos (Mirobrigensis qui celtici cognominantur - Plin. Nat IV 118) foi uma localidade, provavelmente uma cidade, da Antiguidade localizada no extremo ocidental da província da Lusitânia, no território dos povos célticos e foi mencionada por Plínio, o Velho, e por Ptolomeu. 
Apesar de algumas incertezas, tem sido associada, desde o século XVI ao sítio arqueológico do Castelo Velho de Santiago do Cacém, situado perto da cidade de Santiago do Cacém, no município homónimo, no sudoeste de Portugal.  O sítio é também conhecido como Cidade romana de Miróbriga ou Ruínas de Miróbriga
Apesar de ser mais conhecido por ter sido uma cidade no Período Romano, teve a sua origem ainda na Idade do Ferro e a sua ocupação prolongou-se até à Antiguidade Tardia. Representa um dos mais bem preservados e conhecidos sítios do Período Romano no Sudoeste de Portugal, com vestígios de diversos edifícios e arruamentos, na sua maioria em bom estado de conservação, sendo especialmente conhecida pelos seus dois edifícios termais.
O sitio arqueológico foi classificado como Imóvel de Interesse Público em 1940, sendo a protecção confirmada em 1943. O sítio está aberto ao público e forma parte dos Itinerários Arqueológicos do Alentejo e Algarve, tendo, em 2017, recebido uma distinção na XVI Gala «Óscares do Alentejo», promovida pela Revista Mais Alentejo, na categoria «Mais Património»

## História

### Idade do Ferro
A colina central do sítio é conhecida como "Castelo Velho", o topónimo de castelo, no sul de Portugal, indica frequentemente a existência de uma ocupação pré-romana. Dada a relevância dos vestígios de época Romana, a maior parte da investigação do sítio debruçou-se sobre esse período da sua história, resultando num, ainda, grande desconhecimento dos seus momentos mais recuados. Por outro lado, a cidade de época Romana sobrepôs-se à zona central daquele que seria o povoado original, tendo destruído a maioria dos vestígios, o que dificulta o seu estudo.
Sabe-se contudo, que existem vestígios de ocupação desde, pelo menos, o século V-IV a.C. Apesar de de alguns elementos indicarem trocas comerciais com áreas púnicas, a cultura material do sítio parece sugerir uma forte componente continental, vulgo «céltica», não sendo incompatível com o topónimo associado. Plínio refere-se aos Mirobrigensis qui celtici cognominantur (Mirobriguenses que são chamados de celtas) (Nat. IV. 35. 118), sendo que também o próprio sufixo "-briga" sugere uma componente céltica na zona.
O povoado em si ocuparia o topo da colina do Castelo Velho, na área hoje correspondente ao fórum de época Romana, e terá consistido num aglomerado fortificado.

### Época Romana
Na sequência da II Guerra Púnica, o exército romano entra na Península Ibérica em 218 a.C., dando origem a um processo de expansão territorial que culminaria na definitiva inclusão deste território na esfera política romana, como província da Hispânia.
É provável que a partir de 139 a.C., uma vez que as campanhas de Quinto Servílio Cipião se basearam no chamado eixo do Tejo, a zona de Miróbriga já estivesse sob controlo de Roma . Concluída a conquista da Hispânia, nos finais do século I a.C., seguiu-se a organização administrativa do novo território, promovida por Augusto, sendo criadas as províncias da Tarraconense, Bética e Lusitânia. Esta seria acompanhada de um longo processo de transformação cultural, designado de romanização.

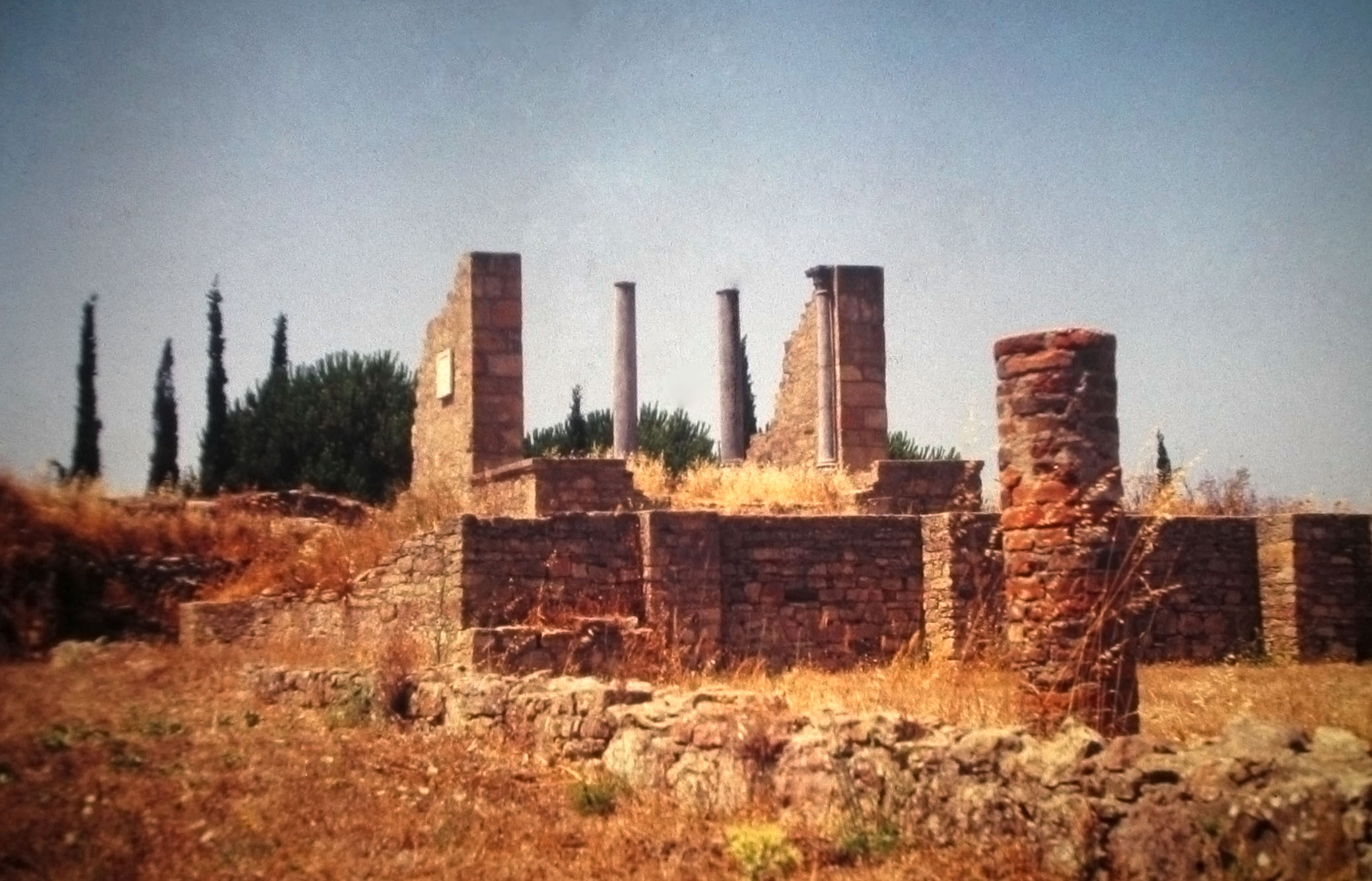
Vista do templo principal do fórum

A criação da nova província pressupôs o estabelecimento de cividades (cidades), de forma a organizar o território e permitir, entre outas coisas, a colheita de impostos por Roma. A criação de ums cidade poderia ser feita de raiz ou, como terá sido o caso de Miróbriga, seleccionando um povoado já existente, transformando-o. Consoante a sua relação negociada com Roma, as novas cidades receberam estatutos distintos. A verificar-se como correcta a associação deste sítio à Miróbriga mencionada por Plínio, a cidade terá recebido o estatuto de estipendiária (ius stipendiarium). Embora não se conheçam os limites do seu território, é provável que controlasse uma área relativamente ampla em torno de si, que incluiria Sines. As cidades romanas estavam organizadas em conventos jurídicos, facilitando o seu diálogo e organização a nível provincial. Miróbriga foi integrada no convento de Pax Júlia, actual Beja.

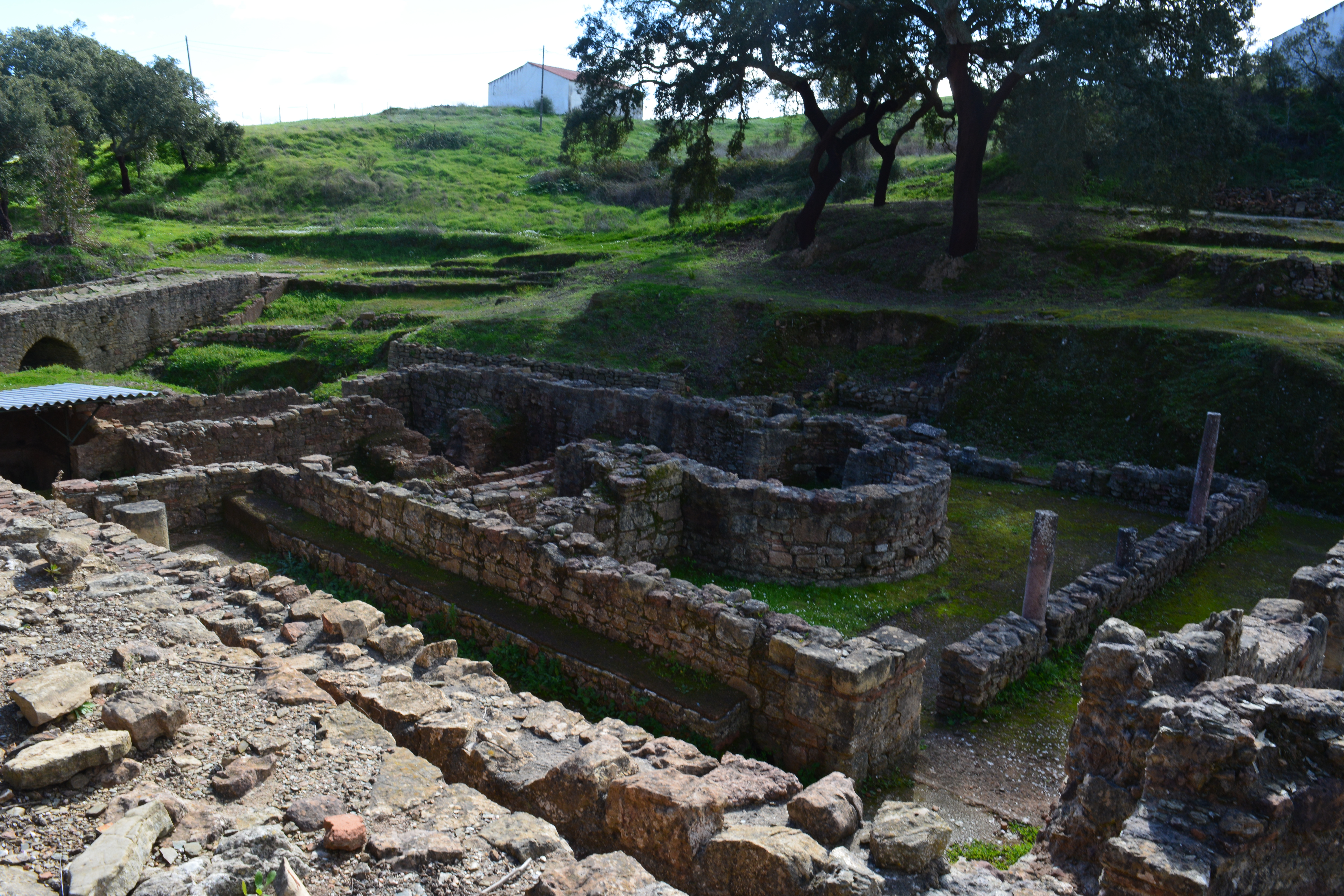
Vista das termas, ou balnea do lado Este, século I d.C. Ruínas Romanas de Miróbriga

A cidade romana apresenta uma dimensão bastante reduzida. Contudo, uma vez que, ao contrário de muitas cidades antigas, como Roma ou mesmo Lisboa ou Braga, a cidade actual (Santiago do Cacém) não se situa directamente sobre a antiga, vários edifícios conservam-se em bom estado, sendo também possível observar, em alguns pontos, a malha urbana (edifícios, ruas e uma ponte).
A maioria dos edifícios conhecidos data da época Flávia (ou flaviana), altura em que o desenvolvimento urbano da cidade foi intenso. Este dado, junto com algumas evidências epigráficas, sugere que Miróbriga possa ter chegado a obter o estatuto de município nesta altura.

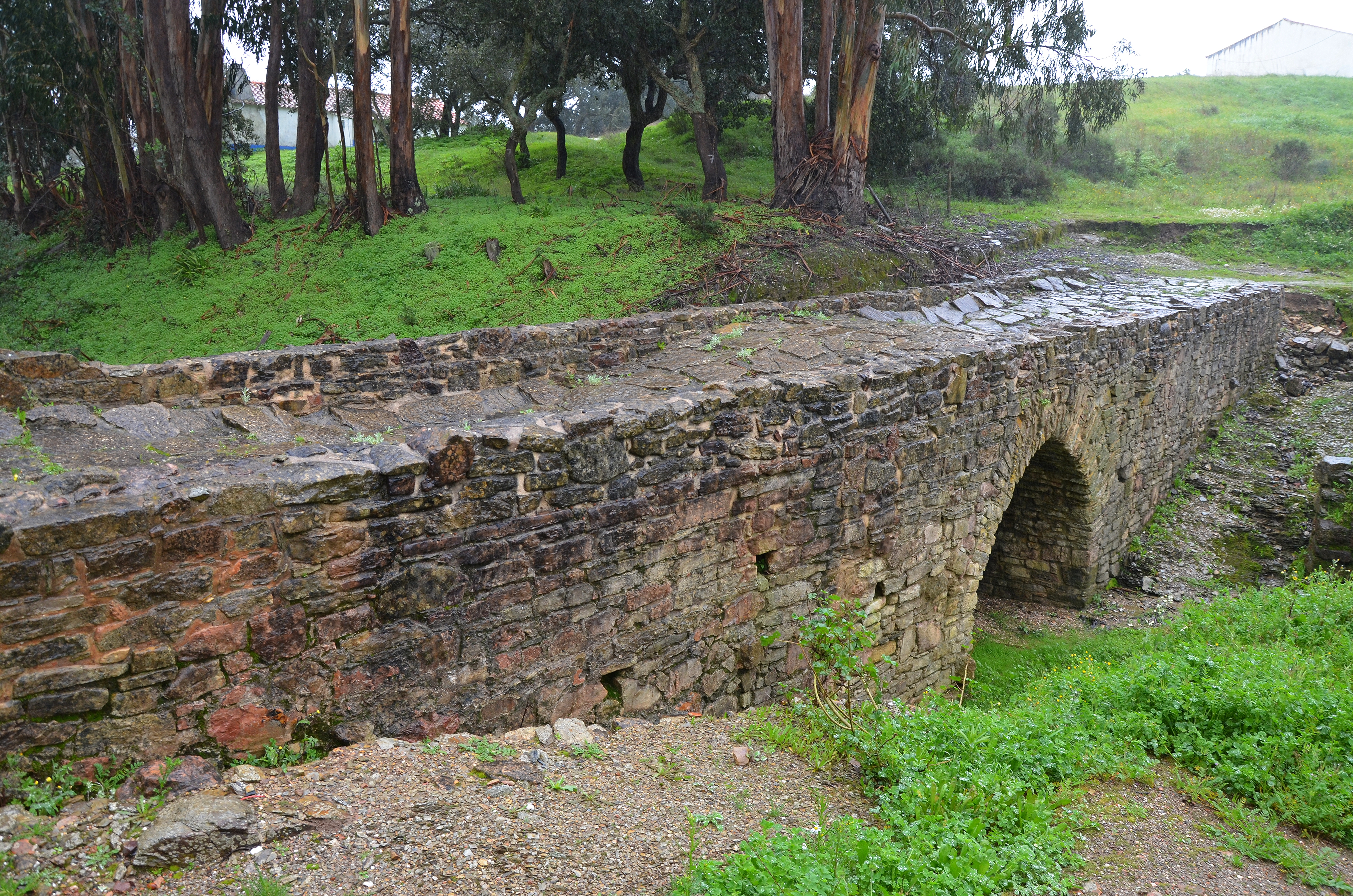
Vista da ponte romana de Miróbriga

É este o período mais bem conhecido do sítio, e aquele que melhor visualizamos numa visita ao local. De entre os principais edifícios conhecidos constam edifícios públicos como o fórum, localizado na colina principal; dois edifícios termais, localizados num vale; e um circo, localizado um pouco a sul do perímetro urbano. São também conhecidos diversos espaços comerciais, em particular as chamadas tabernas, lojas ou oficinas de pequena/média dimensão. Actualmente são também já conhecidas diversas habitações, na sua maioria, casas de peristilo.

### Antiguidade Tardia
Neste período de difícil caracterização, dá-se um recuo do mundo urbano, que embora seja herdeiro da época anterior, Romana, se encontra cada vez mais fragmentado. É neste período, marcado pelas chamada invasões dos povos germânicos (ou bárbaros), que se dá a transformação do mundo baseado no imperium de Roma, para os reinos medievais que marcariam a Idade Média.
O território de Miróbriga terá sido administrativamente romano até 409, tendo, entre essa data e 711, integrado o designado Reino Visigótico. As evidências acerca deste período são, ainda, escassas, e algo difíceis de rastrear, com algumas investigações mais recentes a dar o seu contributo. Sabe-se que o espaço da antiga cidade romana terá continuado habitado pelo menos até ao século VI/VII, embora não se conheçam, ainda, os contornos exactos dessa ocupação nem se o aglomerado terá continuado a ser, de facto e administrativamente, uma cidade.
Em 711, com a incursão militar de Tárique, o reino visigótico é desmantelado, sendo integrado no Alandalus, um novo território do Califado Omíada. Não é conhecida, com exactidão, a cronologia inicial de ocupação da colina da actual Santiado do Cacém. Nem se o antigo aglomerado estaria ainda ocupado. Todavia, tem sido avançada a hipótese de a nova cidade islâmica poder ser herdeira da antiga Miróbriga, que teria sido transposta para uma colina que oferecia um melhor controlo territorial do litoral, abandonando a localização anterior.

## Descoberta
O sítio está localizado nos terrenos da Herdade dos Chãos Salgados. Uma vez que se trata de uma área agricultada, é possível que o sítio sempre tenha sido conhecido. A referência mais antiga que se conhece é, contudo, data já do século XVI, quando  André de Resende o menciona na sua obra De Antiquitatibus Lusitaniae, de 1593. 
A ele se deve a associação deste sítio ao nome Miróbriga (dos Célticos) (em latim: Mirobriga/Mirobriga Celticorum), uma das localidades mencionadas por Plínio, o Velho, na sua descrição do litoral da Lusitânia (Nat. IV. 35. 118), em História Natural. Existe, ainda, algum debate relativamente a esta associação, pois não se conhecem provas absolutas, mas esta é, de forma de genérica, aceite pela comunidade científica e é este o nome normalmente utilizado pelo público geral para designar o sítio.

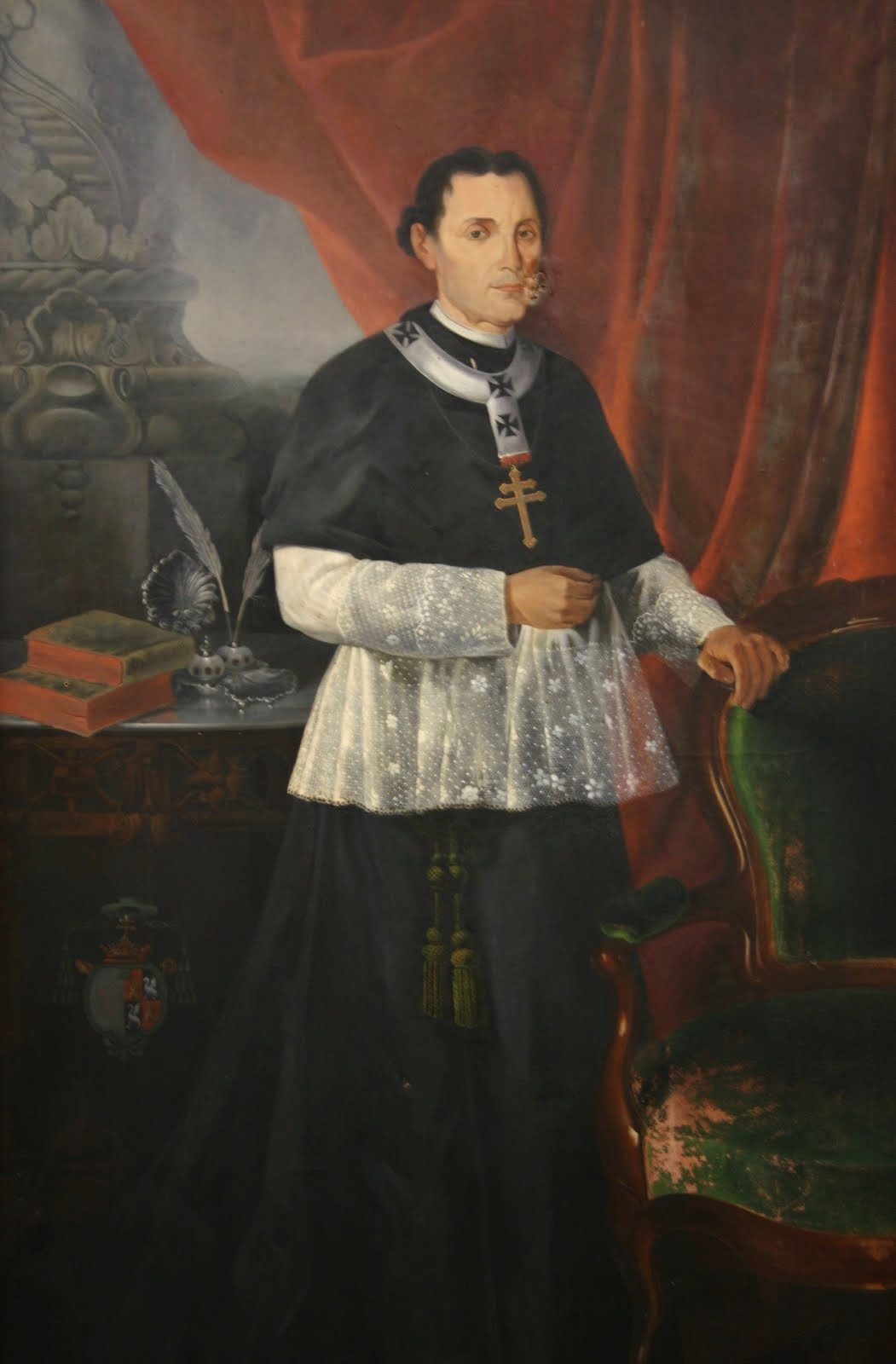
Retrato de Dom Manuel do Cenáculo

A actividade agrícola no sítio levou à descoberta ocasional de alguns vestígios, nomeadamente epígrafes. Em 1720, o 1º Marquês de Abrantes, um dos fundadores da Academia Real da História Portuguesa, visitou Santiago do Cacém para fazer um levantamento das inscrições conhecidas.
As primeiras escavações que se conhece remontam ao início do século XIX e foram feitas por iniciativa do pároco de Santiago do Cacém, Bonifácio Gomes de Carvalho, patrocinado por Dom Manuel de Cenáculo Villas-Boas, à data Bispo de Beja. Destas primeiras escavações, anteriores ao desenvolvimento da Arqueologia, não restam mais do que pequenas notícias e cartas escritas pelo padre a dar conta de alguns achados, que enviava para Dom Manuel do Cenáculo. O Bispo, conhecido entusiasta da Antiguidade, recolheu e recebeu espólio arqueológico de diversos pontos do Alentejo, acabando por fundar um museu na Biblioteca Pública de Évora em 1805. Infelizmente, a origem de muitos dos objectos perdeu-se, não sendo possível determinar quais os provenientes de Miróbriga. Actualmente, o único objecto do museu que foi possível atríbuir a este sítio consiste numa pequena estatueta de bronze de um Hércules juvenil, que foi possível rastrear devido a um esboço, datado de 1798, da autoria de José Cornide Saavedra, que identifica a sua origem. 
Como homenagem a Dom Manuel do Cenáculo, o mais antigo promotor de escavações no sítio, a estrada que dá acesso ao Centro Interpretativo de Miróbriga recebeu o seu nome.

## Protecção e classificação patrimonial
O sítio foi classificado como Imóvel de Interesse Público, em 1940. 
- Decreto n.º 30762, de 26 de setembro de 1940, que classifica como imóvel de interesse público a «área do Castelo Velho, com as ruínas da cidade romana adjacente descobertas na herdade dos Chão Salgados, subúrbios de Santiago do Cacém.»
- Decreto n.º 32973, de 18 de agosto de 1943, que classifica como imóvel de interesse público a «área do Castelo Velho, com as ruínas da cidade romana adjacente», no concelho de Santiago do Cacém, distrito de Setúbal.
- Portaria n.º 1135/91, de 5 de novembro, que fixa o perímetro da zona especial de protecção das Ruínas Romanas de Miróbriga.